# Grand Prix de Wallonie
Grand Prix de Wallonie je jednodenní cyklistický závod konaný ve Valonsku v Belgii. Od roku 2005 se závod koná na úrovni 1.1 v rámci UCI Europe Tour. Od roku 2020 je součástí UCI ProSeries. Ročník 2020 se nekonal kvůli pandemii covidu-19.

## Seznam vítězů
| Rok       | Země                               | Jezdec                             | Tým                                |
| --------- | ---------------------------------- | ---------------------------------- | ---------------------------------- |
| 1935      | Belgie                             | Gustaaf De Greef                   | Génial Lucifer–Hutchinson          |
| 1936      | Belgie                             | Adolf Braeckveldt                  | La Française–Dunlop–Diamant        |
| 1937      | Belgie                             | Karel Tersago                      | Labor–Dunlop                       |
| 1938      | Belgie                             | Adolf Braeckveldt                  | Helyett–Hutchinson                 |
| 1939      | Belgie                             | Adolf Braeckveldt                  | Helyett–Hutchinson                 |
| 1940–1941 | Nejelo se                          | Nejelo se                          | Nejelo se                          |
| 1942      | Belgie                             | Maurits Van Herzele                | Helyett–Hutchinson                 |
| 1943      | Belgie                             | Edward Van Dijck                   | Helyett–Hutchinson                 |
| 1944      | Belgie                             | Joseph Somers                      | A. Trialoux–Wolber                 |
| 1945–1948 | Nejelo se                          | Nejelo se                          | Nejelo se                          |
| 1949      | Belgie                             | Jacques Geus                       | Rochet–Dunlop                      |
| 1950      | Belgie                             | Joseph Verhaert                    | Mercier–Hutchinson                 |
| 1951–1969 | Nejelo se                          | Nejelo se                          | Nejelo se                          |
| 1970      | Belgie                             | Ferdinand Bracke                   | Peugeot–BP–Michelin                |
| 1971      | Itálie                             | Felice Gimondi                     | Salvarani                          |
| 1972      | Belgie                             | Émile Cambre                       | Goldor–IJsboerke                   |
| 1973      | Belgie                             | Albert Van Vlierberghe             | Rokado–De Gribaldy                 |
| 1974      | Belgie                             | Frans Verbeeck                     | Watney–Maes Pils                   |
| 1975      | Belgie                             | André Dierickx                     | Rokado                             |
| 1976      | Belgie                             | Herman Van Springel                | Flandria–Velda                     |
| 1977      | Belgie                             | Walter Planckaert                  | Maes Pils–Mini Fiat                |
| 1978      | Belgie                             | Willem Peeters                     | IJsboerke–Gios                     |
| 1979      | Nizozemsko                         | Leo van Vliet                      | TI–Raleigh                         |
| 1980      | Belgie                             | Willy De Geest                     | IJsboerke–Warncke Eis              |
| 1981      | Itálie                             | Walter Dalgal                      | Splendor–Europ Decor               |
| 1982      | Nizozemsko                         | Hennie Kuiper                      | DAF Trucks–TeVe Blad               |
| 1983      | Irsko                              | Stephen Roche                      | Peugeot–Shell–Michelin             |
| 1984      | Belgie                             | Frank Hoste                        | Europ Decor–Boule d'Or             |
| 1985      | Francie                            | Marc Madiot                        | Renault–Elf–Gitane                 |
| 1986      | Nizozemsko                         | Steven Rooks                       | PDM–Ultima–Concorde                |
| 1987      | Francie                            | Pascal Poisson                     | Système U                          |
| 1988      | Belgie                             | Claude Criquielion                 | Hitachi–Bosal                      |
| 1989      | Švýcarsko                          | Thomas Wegmüller                   | Domex–Weinmann                     |
| 1990      | Francie                            | Luc Leblanc                        | Castorama                          |
| 1991      | Belgie                             | Frank Van Den Abeele               | Lotto                              |
| 1992      | Nizozemsko                         | Danny Nelissen                     | PDM–Ultima–Concorde                |
| 1993      | Belgie                             | Patrick Evenepoel                  | Collstrop–Assur Carpets            |
| 1994      | Belgie                             | Peter Farazijn                     | Lotto                              |
| 1995      | Itálie                             | Andrea Chiurato                    | Mapei–GB–Latexco                   |
| 1996      | Itálie                             | Franco Ballerini                   | Mapei–GB                           |
| 1997      | Rusko                              | Dmitrij Konyšev                    | Roslotto–ZG Mobili                 |
| 1998      | Německo                            | Udo Bölts                          | Team Telekom                       |
| 1999      | Nizozemsko                         | Patrick Jonker                     | Rabobank                           |
| 2000      | Itálie                             | Alberto Elli                       | Team Telekom                       |
| 2001      | Belgie                             | Axel Merckx                        | Domo–Farm Frites                   |
| 2002      | Belgie                             | Dave Bruylandts                    | Domo–Farm Frites                   |
| 2003      | Belgie                             | Dave Bruylandts                    | Marlux–Wincor Nixdorf              |
| 2004      | Belgie                             | Nick Nuyens                        | Quick-Step–Davitamon               |
| 2005      | Belgie                             | Nick Nuyens                        | Quick-Step–Innergetic              |
| 2006      | Belgie                             | Philippe Gilbert                   | Française des Jeux                 |
| 2007      | Belgie                             | Bert De Waele                      | Landbouwkrediet–Tönissteiner       |
| 2008      | Itálie                             | Stefano Garzelli                   | Acqua & Sapone–Caffè Mokambo       |
| 2009      | Belgie                             | Nick Nuyens                        | Rabobank                           |
| 2010      | Německo                            | Paul Martens                       | Rabobank                           |
| 2011      | Belgie                             | Philippe Gilbert                   | Omega Pharma–Lotto                 |
| 2012      | Francie                            | Julien Simon                       | Saur–Sojasun                       |
| 2013      | Belgie                             | Jan Bakelants                      | Belgie (národní tým)               |
| 2014      | Belgie                             | Greg Van Avermaet                  | BMC Racing Team                    |
| 2015      | Belgie                             | Jens Debusschere                   | Lotto–Soudal                       |
| 2016      | Francie                            | Tony Gallopin                      | Lotto–Soudal                       |
| 2017      | Belgie                             | Tim Wellens                        | Lotto–Soudal                       |
| 2018      | Belgie                             | Jasper Stuyven                     | Trek–Segafredo                     |
| 2019      | Lotyšsko                           | Krists Neilands                    | Israel Cycling Academy             |
| 2020      | Nejelo se kvůli pandemii covidu-19 | Nejelo se kvůli pandemii covidu-19 | Nejelo se kvůli pandemii covidu-19 |
| 2021      | Francie                            | Christophe Laporte                 | Cofidis                            |
| 2022      | Nizozemsko                         | Mathieu van der Poel               | Alpecin–Deceuninck                 |
| 2023      | Španělsko                          | Gonzalo Serrano                    | Movistar Team                      |
| 2024      | Španělsko                          | Roger Adrià                        | Red Bull–Bora–Hansgrohe            |